# وزارت تجارت بین‌الملل بریتانیا
وزارت تجارت بین‌الملل بریتانیا (انگلیسی: Department for International Trade) یک وزارتخانه در کشور بریتانیا است که اجرا و گسترش مبادلات تجاری با کشورهای غیر اتحادیه اروپا را بر عهده دارد.
این وزارتخانه که در سال ۲۰۱۶ تأسیس شده ساختمان اصلی آن در خیابان وایت‌هال لندن قرار دارد.